# Semberija
Die Semberija (kyrillisch Семберија) ist eine geographische Region um die Stadt Bijeljina im Nordosten von Bosnien und Herzegowina. Sie wird von den Flüssen Save und Drina sowie dem Majevica-Gebirge begrenzt und ist von landwirtschaftlich intensiv genutzten Ebenen geprägt.

## Name
Semberija ist ein Landschaftsname für das Gebiet, das nie eine administrative Einheit unter diesem Namen bildete und deshalb in schriftlichen Quellen nur selten erscheint. Über die Entstehung des Namens gibt es mehrere Theorien, jedoch soll er frühestens im 16. Jahrhundert entstanden sein, als sich zahlreiche Wlachen in der Region ansiedelten, und weist auf ihre gesellschaftliche und ökonomische Situation insgesamt oder die Lage einer engeren Gruppe von Leibeigenen (sebar oder sember) unter ihnen.

## Geographie
Die Semberija ist eine Ebene im äußersten Nordosten Bosniens, zwischen den Flüssen Save im Norden und Drina im Osten gelegen und im Westen vom Majevica-Gebirge begrenzt. Sie ist Teil der Pannonischen Tiefebene. Die südliche Grenze ist weniger klar definiert und wird im Allgemeinen mit der Gemeindegrenze zwischen Bijeljina und Zvornik gleichgesetzt. Die Region gehört heute vollständig zur Republika Srpska und ist auch überwiegend von Serben bewohnt.